# بیسنته رومرو
بیسنته رومرو (اسپانیایی: Vicente Romero‎؛ ‏ تلفظ اسپانیایی: [biˈθente]؛ ‏ زادهٔ ۱۹۶۹) بازیگر اهل اسپانیا است.

## گزیدهٔ فیلم‌شناسی

### سینما
- سلول ۲۱۱[۲] (۲۰۰۹)
- بدن نئونی[۳] (۲۰۱۰)
- موفقیت‌های پیاپی[۴] (۲۰۱۲)
- آدم‌ربایی[۵] (۲۰۱۶)
- خدا نگهدار[۶] (۲۰۱۹)
- ۴۷ (۲۰۲۴)

### تلویزیون
- عروس کولی (۲۰۲۲)
- ۱۴ آوریل، جمهوری[۷] (۲۰۱۱)